# Gyula Babos

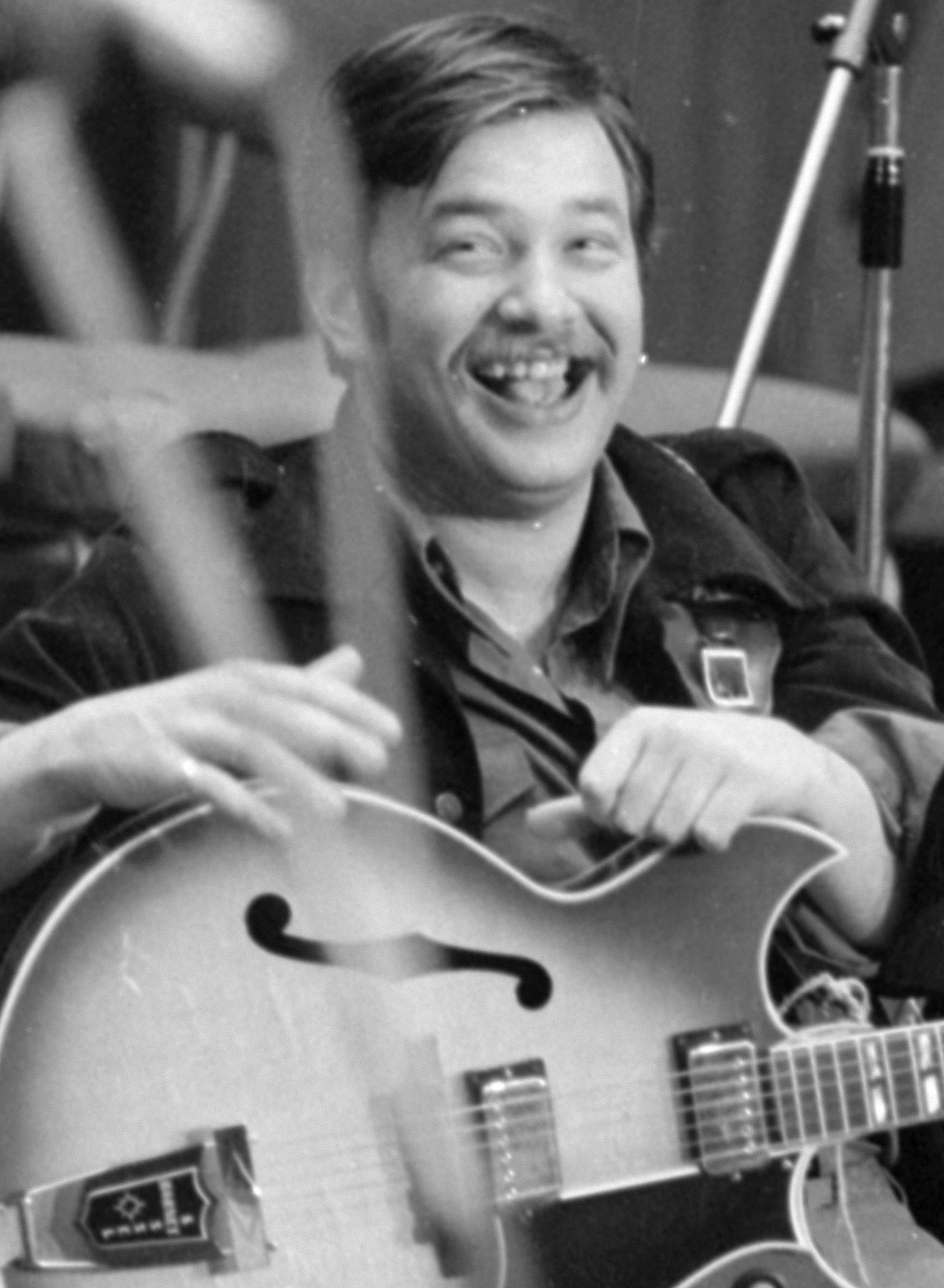
Gyula Babos (1975)

Gyula Babos (* 26. Juni 1949 in Budapest; † 12. April 2018 ebenda) war ein ungarischer Jazzgitarrist, der auch diverse Tasteninstrumente spielte und als Produzent tätig war.

## Leben
Babos war Mitglied der Gruppen Kex, Rákfogó und Saturnus und gewann 1966 den Jazzwettbewerb des Ungarischen Rundfunks. Seit 1977 unterrichtete er Gitarre im Jazz-Bereich der Franz-Liszt-Musikakademie und wurde so zum wichtigen Lehrer mehrerer Generationen ungarischer Gitarristen. In den 1990er Jahren gab er einige große Konzerte. Er trat in der Petöfi-Halle in Budapest mit Victor Bailey, Terri Lyne Carrington, György Jinda und Béla Szakcsi Lakatos auf und gab vor 50.000 Zuhörern ein Konzert mit Frank Zappa.
1997 gründete er das Babos Romani Project, mit dem er 1998 das Album Once upon a time… (Egyszer volt…) einspielte. Im gleichen Jahr nahm er drei Alben mit der Gruppe Take Four (Aladár Pege, Rudolf Tomsics und Imre Kőszegi) auf, 2001 folgten Aufnahmen mit Herbie Mann.
2004 entstand das Album Seventy-five Minutes (75 perc) mit Trilok Gurtu. 2005 gründete er das Babos Project Special, dem der Pianist Róbert Szakcsi Lakatos, der Violinist Öcsi Patai, der Kontrabassist Viktor Hárs, der Schlagzeuger László Balogh und die Sängerin Mónika Veress angehören. Mit dieser Gruppe spielte er 2006 das Album Variations ein. Sein Album Makrokozmosz (2016) entstand mit dem um Trompeter Kornél Fekete-Kovács erweiterten Quartett mit dem Saxophonisten Gábor Winand, Bassist György Orbán und Schlagzeuger Tamás Czirják, mit dem er zuvor aktiv war.
Babos wurde 2003 mit dem Gábor-Szabó-Preis und 2005 mit dem Verdienstorden der Republik Ungarn ausgezeichnet.

## Diskografische Hinweise
- Kinn és benn, 1989
- Gyula Babos, Imre Kőszegi, Aladár Pege, Rudolf Tomsits, Sandy Patton: Take More (HTSART 1996)
- Blue Victory, 1996
- Egyszer volt…, 1998
- Gyula Babos / Peter Dando / Peter Gritz –  Saturnus-Csigahazak, (Hungaroton 1999)
- 75 perc, 2004
- Variations, 2006
- Rapsodia, 2010
- Balance, 2014
- Makrokozmosz, 2016, mit Kornél Fekete-Kovács, Gábor Winand, György Orbán, Tamás Czirják